# Acabaria harbereri
Acabaria harbereri är en korallart som beskrevs av Kükenthal 1908. Acabaria harbereri ingår i släktet Acabaria och familjen Melithaeidae. Inga underarter finns listade i Catalogue of Life.